# AbbVie
AbbVie est une entreprise de biotechnologie américaine dont le siège est situé à North Chicago dans l’Illinois. Elle est classée cinquième plus grande société mondiale de biotechnologie en termes de capitalisation boursière. En 2023 elle était au 74e rang du Forbes Global 2000.

## Histoire
Le 19 octobre 2011 Abbott Laboratories a annoncé son intention de se scinder en deux sociétés cotées en bourse, séparant ainsi sa division de fabrication de produits pharmaceutiques basée sur la recherche. Cette nouvelle société nommée AbbVie a été créée le 10 avril 2012. La séparation est entrée en vigueur le 1er janvier 2013 et AbbVie a été officiellement introduite à la Bourse de New York le 2 janvier 2013.
Le nom « AbbVie » est dérivé d’une combinaison de « Abbott », le nom de son ancienne société mère, avec le suffixe « vie ».
En 2014, AbbVie souhaite acquérir Shire, après plusieurs refus de ce dernier, celui-ci accepte l'acquisition pour un montant de 32 milliards de livres soit environ 54,7 milliards de dollars. La nouvelle compagnie aura son siège à Jersey. En octobre 2014, AbbVie annule la transaction après une modifications des règles fiscales américaines, qui rend moins attractifs, les inversions. AbbVie paye à Shire 1,64 milliard de dédommagements pour l'annulation de la transaction.
En mars 2015, AbbVie acquiert pour 21 milliards de dollars Pharmacyclics, une entreprise californienne spécialisée dans le traitement de la leucémie ayant 600 employés pour 730 millions de chiffres d'affaires.
En avril 2016, AbbVie annonce l'acquisition de Stemcentrx pour 5,8 milliards de dollars.
La même année, elle entre en conflit avec le laboratoire Amgen pour la propriété intellectuelle du médicament Humira,, nom commercial de la molécule Adalimumab, une de ses principales sources de revenus,,. Ce conflit est par la suite résolu.
En juin 2019, AbbVie rachète Allergan, entreprise américaine à l'origine de la création du Botox, pour 63 milliards de dollars,. Il s'agit de la plus grosse acquisition du groupe depuis sa création.
Le 7 décembre 2023 AbbVie annonce la signature d'un accord en vertu duquel il fera l'acquisition de Cerevel Therapeutics pour 8,7 milliards de dollars. Cerevel dispose d'un portefeuille composé de plusieurs traitements au stade clinique et préclinique ayant un potentiel pour plusieurs maladies notamment la schizophrénie, la maladie de Parkinson et les troubles de l'humeur.
En février 2024 l'entreprise finalise l'achat d'ImmunoGen pour 10,1 milliards de dollars. Avec cet achat AbbVie renforce son portefeuille en oncologie et notamment dans le traitement contre le cancer de l'ovaire.
Le 25 mars 2024 AbbVie annonce acquérir pour 137 millions de dollars Landos Biopharma, une société biopharmaceutique axée sur le développement de produits thérapeutiques oraux pour les patients atteints de maladies auto-immunes.
Le 27 juin AbbVie annonce l'acquisition pour 250 millions de dollars de Celsius Therapeutics, une société de biotechnologie exerçant dans la mise au point de thérapies pour les patients atteints de maladies inflammatoires.
Le 29 octobre AbbVie conclu un accord définitif pour acquérir Aliada Therapeutics dans le cadre d’une transaction de 1,4 milliard de dollars.

## Actionnaires
Principaux actionnaires au 19 août 2024:
| Actionnaire                   | % du capital détenu |
| The Vanguard Group            | 9,66 %              |
| BlackRock                     | 6,02 %              |
| State Street                  | 4,40 %              |
| JP Morgan                     | 2,98 %              |
| Capital Research & Management | 2,18 %              |